# JS Bungo
Le JS Bungo (pennant number : MST-464) est le deuxième navire de la classe Uraga de dragueurs de mines de la Force maritime d'autodéfense japonaise (JMSDF).

## Construction et carrière
Le JS Bungo a été mis en chantier au chantier naval de Tamano le 4 juillet 1996 et lancé le 24 avril 1997. Il a été mis en service le 23 mars 1998. Il a été transféré à la Force du district de Yokosuka.
Le 23 septembre, il quitta le port de Kobe pour Alexandrie, en Égypte, avec le navire de transport JS Ōsumi et le navire ravitailleur JS Tokiwa, pour transporter des logements temporaires afin de compenser les dommages causés par le tremblement de terre dans le nord-ouest de la Turquie qui s’est produit le 17 août 1999. À une vitesse moyenne de 18 noeuds (environ 33 km/h), il a effectué le premier voyage continu à longue distance de l’histoire de la Force maritime d’autodéfense pendant 23 jours consécutifs sans escale, et est entré dans le port de Haydarpaşa à Istanbul le 19 octobre.
Le 13 mars 2000, en raison de la réorganisation de la force de dragage de mines, le nouveau groupe de la force de dragage de mines a été formé et il y a été incorporé en tant que navire sous contrôle direct.
Du 11 au 22 juin 2001, il participe au premier entraînement au dragage de mines dans le Pacifique occidental, mené dans les eaux autour de Singapour, avec les dragueurs de mines JS Yaeyama et JS Tobishima.
Lors de la 2e formation internationale de sauvetage de sous-marins du Pacifique occidental Pacific Reach qui s’est tenue en avril 2002, Masao Kobayashi, le commandant du 1er groupe de sous-marins, l’a utilisé comme navire amiral. Il a accueilli de nombreux officiers de liaison des marines participantes sur la passerelle, et des briefings chaque matin pour informer les navires participants, démontrant ainsi son habitabilité et sa capacité de commandement. Il quitte le Japon le 22 avril et y revient le 2 mai.
Du 5 au 17 juin 2006, il a participé au 3e entraînement de dragueurs de mines du Pacifique occidental, mené dans les eaux autour de la Malaisie, avec le JS Hachijo et le JS Aishima.
Lors du grand tremblement de terre survenu dans l’est du Japon le 11 mars 2011, il a participé aux opérations de sauvetage. Au moment de la catastrophe, il était amarré à Katsuren dans la Préfecture d'Okinawa pour un entraînement conjoint prévu à Singapour. Il partit d’urgence, avec 10 plongeurs subaquatiques du corps de déminage sous-marin d’Okinawa, et se dirigea vers Yokosuka. Dans la soirée du 13 mars, un total de 130 plongeurs sous-marins et 12 canots pneumatiques de l’équipe d’élimination des mines à laquelle appartenaient les 1ère, 2ème et 44ème forces de guerre des mines, sont arrivés et ont été rassemblés à Yokosuka. Ils ont chargé de la nourriture d’urgence et des couvertures et ont quitté Yokosuka à 21 heures. Après leur arrivée sur le site, ils ont transporté des fournitures et aidé les victimes. Le Bungo a recherché des personnes disparues et a récupéré des corps jusqu’au 20 mai.
Le 8 septembre de la même année, il quitte Yokosuka pour participer à un entraînement multilatéral de dragage de mines avec l’US Navy et la Royal Navy autour de Bahreïn. Il a participé à l’entraînement du 15 au 30 octobre et est rentré à Yokosuka le 1er décembre.
Du 29 juin au 3 août 2012, il a participé à l’exercice RIMPAC 2012 dans les eaux autour d’Hawaï avec les escorteurs JS Shirane et JS Myōkō. Il s’agissait de la première fois que la Force maritime d’autodéfense envoyait une unité de guerre des mines au RIMPAC.
Le 1er septembre 2013, le JS Bungo est entré en collision avec un bateau de pêche alors qu’il naviguait dans la mer intérieure de Seto. Les dommages ont été mineurs, sans blessés et sans voie d'eau ni déversement de gazole.
Du 27 octobre au 13 novembre 2014, avec le JS Yaeyama, il a participé au 3e entraînement international de dragage de mines, parrainé par les États-Unis, qui s’est tenu dans les eaux autour de la péninsule arabique.
Du 27 au 31 mars 2015, il a accueilli le RSS Resolution qui a visité Kure. Du 14 août au 14 septembre de la même année, il participa au 6e entraînement de dragueurs de mines du Pacifique occidental (6 WPMCMEX2015), parrainé par la marine de Singapour et la marine indonésienne, avec les dragueurs de mines JS Aishima et JS Shishima.
Le 1er juillet 2016, en raison de la réorganisation de la Force de guerre des mines, les navires sous le contrôle direct du groupe ont été transférés à la 3e Force de guerre des mines, qui a été formée à la même date.
Le 26 juillet 2017, un entraînement conjoint a été mené avec l’USS Pioneer dans la baie de Mutsu. L’objectif était de confirmer les procédures de communication pour la protection des navires américains sur la base de la législation sur la paix et la sécurité.
Pendant environ trois mois à partir du 15 septembre 2019, il a été envoyé dans l’océan Indien avec le dragueur de mines JS Takashima pour effectuer un entraînement maritime avec les marines de chaque pays de la région de l’océan Indien. Au cours de son expédition, il a visité le Bangladesh, l’Inde, la Malaisie, les Maldives, les Philippines et le Viêt Nam pour effectuer des entraînements au dragage de mines, à la plongée, etc..
En février 2025, lors de l’exercice maritime international 2025, des membres du Mine and Threat Exploitation Group (MTXG) de la Royal Navy ont été stationnés à bord du JS Bungo dans les mers du Moyen-Orient. Les membres des unités 1 et 3 du MTXG utilisaient des robots sous-marins autonomes REMUS 300 pour démontrer leur capacité opérationnelle. 42 commandos des Royal Marines étaient également à bord pour l’entraînement aux opérations d’arraisonnement.
Le 1er avril 2025, le JS Bungo et le JS Etajima sont arrivés au port de Colombo, au Sri Lanka, pour une visite de courtoisie qui devait durer jusqu’au 4 avril.